# Centre bus RATP
Un centre bus RATP est, en Île-de-France, un dépôt chargé du remisage et de la maintenance des véhicules routiers du parc de la Régie autonome des transports parisiens (RATP).
L'entreprise en détient vingt-cinq répartis au sein de Paris, de la petite couronne et, dans une moindre mesure, au sein de la grande couronne.

## Mission des centres de remisage

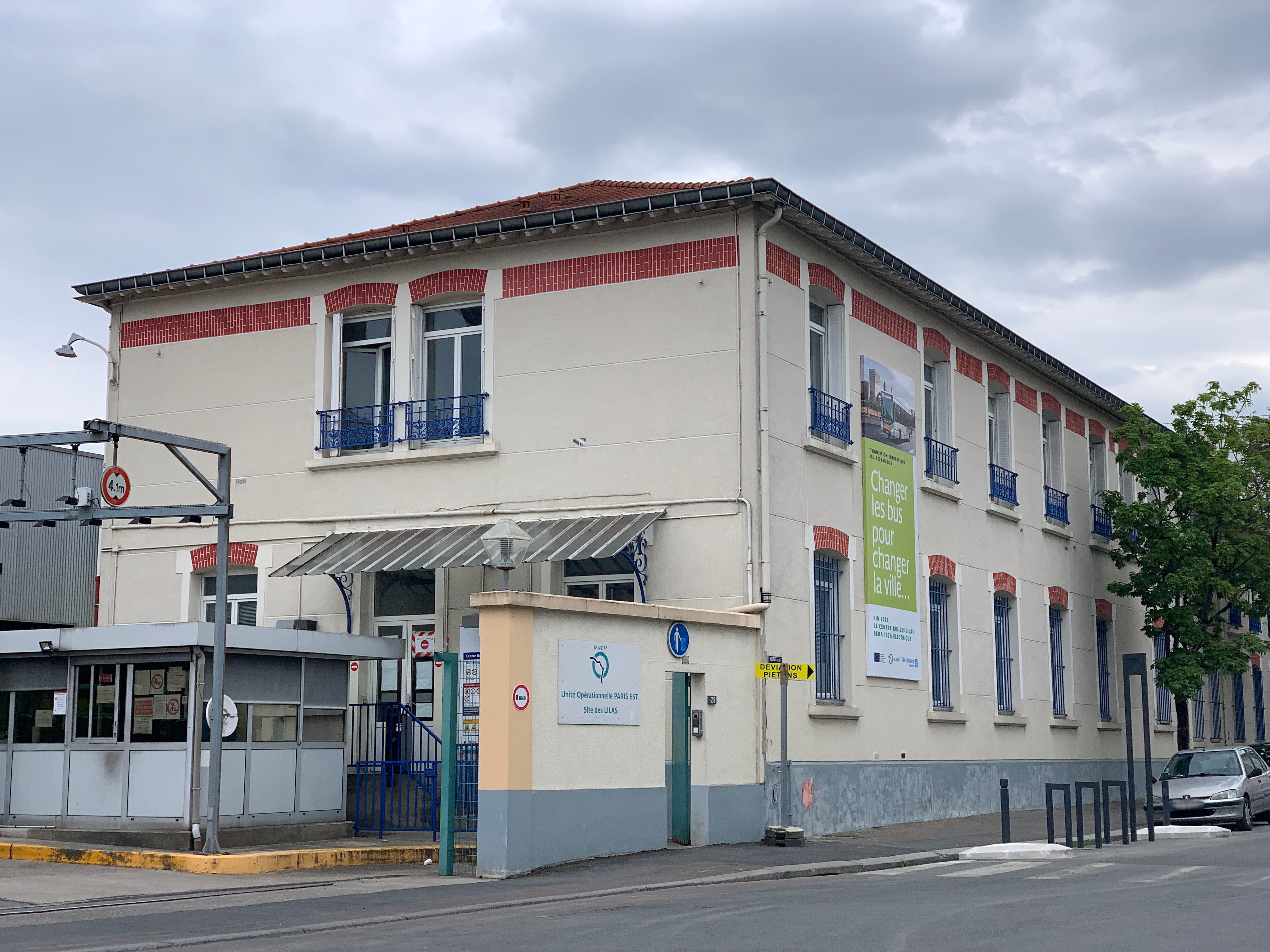
Entrée du centre bus des Lilas.

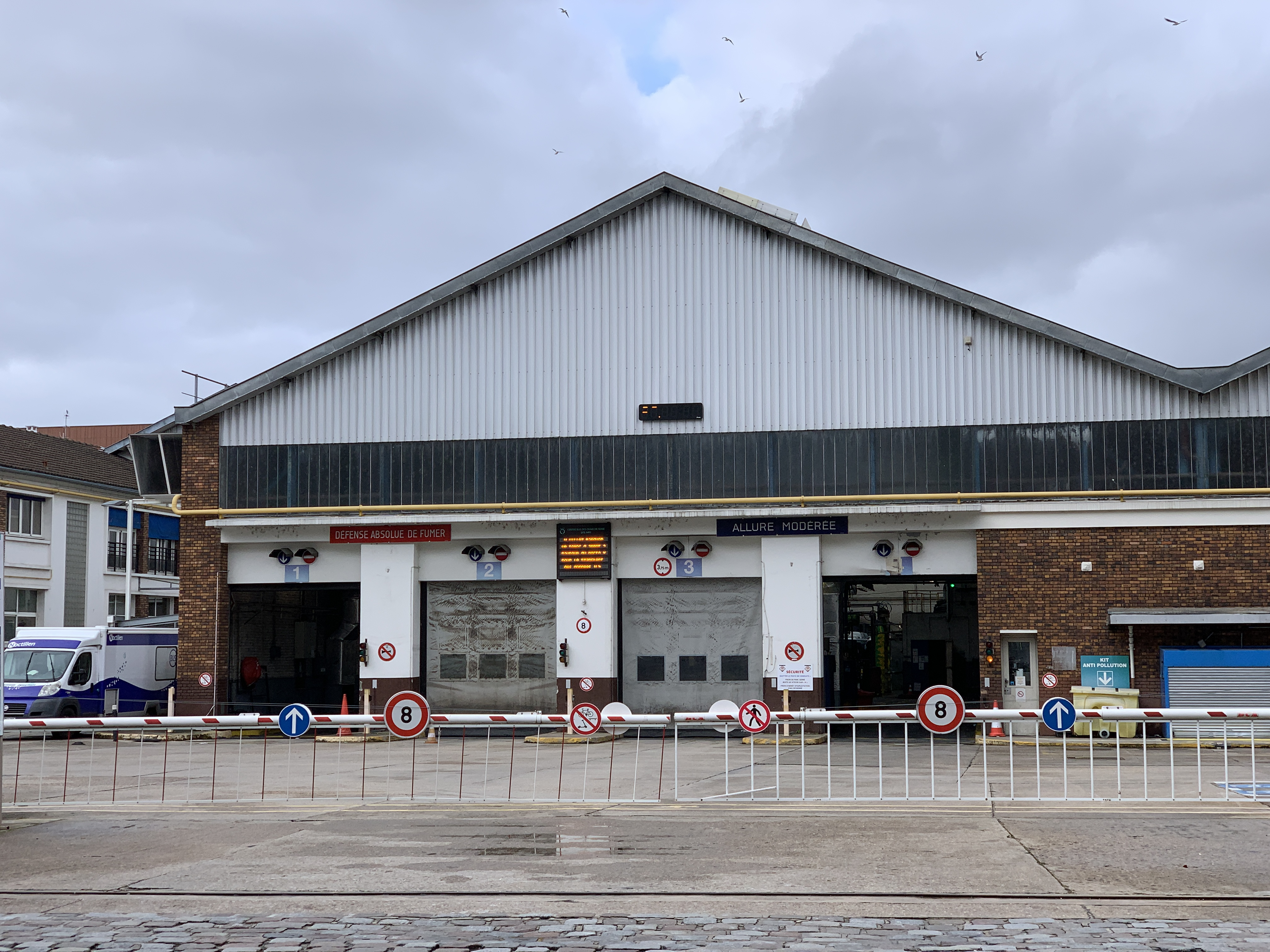
Site d'Ivry-sur-Seine.

Les différentes lignes de bus sont remisées dans des centres répartis à Paris et dans la banlieue desservie par la RATP. Ils ont pour mission d'assurer l'entretien préventif et curatif du matériel.
L'entretien préventif se déroule en fonction des seuils de consommation des autobus, avec une révision mensuelle, comprenant en alternance le simple contrôle des niveaux et des pneumatiques, et un mois sur deux, une révision plus complète qui inclut divers réglages, le fonctionnement de la girouette ou encore l'efficacité du freinage.
L'entretien curatif ou correctif a lieu quand une panne ou un dysfonctionnement est signalé par un machiniste. Celui-ci dispose à bord d'un boîtier interface conducteur système ou ICS qui dialogue avec le système d'aide à la maintenance, ou SAM. Les informations embarquées sont vérifiées au centre bus par les responsables de maintenance grâce à une transmission infrarouge. La RATP gère elle-même le contrôle technique des véhicules, sur autorisation de la direction régionale de l'Industrie, de la Recherche et de l'Équipement.
Les centres bus disposent d'un personnel qualifié, dont des mécaniciens, des électriciens, des carrossiers-peintres ou encore des magasiniers. Les équipes d'opérateurs de maintenance sont encadrées par un chef d'équipe de maintenance. Une première équipe démarre à 4 h du matin afin de remettre en état les bus avariés avant la pointe du matin. Les autres équipes travaillent le reste de la journée.

## Développement au cours des années
La RATP et la Ville de Paris signent en décembre 2014 un accord en vue de la création de 2 000 nouveaux logements à Paris, dont au moins 50 % de logements sociaux, dans le cadre de la restructuration des sites industriels par une utilisation optimale des emprises de la RATP et la promotion d’une véritable mixité fonctionnelle sur huit sites répartis dans six arrondissements : les centres bus du boulevard Jourdan (14e) et de Croix-Nivert (15e), les ateliers métro de Vaugirard (15e), Italie (13e) et Saint-Fargeau (20e), le centre de contrôle technique de la Porte de la Villette (19e) ainsi que les sites gérés par le comité d’entreprise à la porte de Choisy (13e) et avenue du Docteur-Arnold-Netter (12e). Ainsi, la RATP agrandit son dépôt de bus implanté sur une parcelle de deux hectares entre le boulevard Jourdan, la rue du Père-Corentin et celle de la Tombe-Issoire en construisant entre 2015 et 2017 un ensemble de 650 logements, une crèche et 200 m2 de commerce. Les 145 millions d'euros du budget de l'opération (hors foncier) permettent de financer les 48 millions requis pour l'agrandissement du centre bus par l'opération immobilière.
En 2015, la RATP s'engage avec la Ville de Paris à développer les espaces verts sur ses toitures avec pour premier objectif quatre hectares d’espaces végétalisés dont un consacré à l’agriculture urbaine. Après le verdissement du toit de son siège du quai de la Râpée, le toit du centre médical de la place Lachambeaudie accueille en 2017 450 m2 de cultures maraîchères en hydroponie qui doit produire 31 tonnes de produits par an. En novembre 2017, le centre bus Jourdan doit accueillir 700 m2 et le futur site Vaugirard 2 000 m2.

## Centres bus

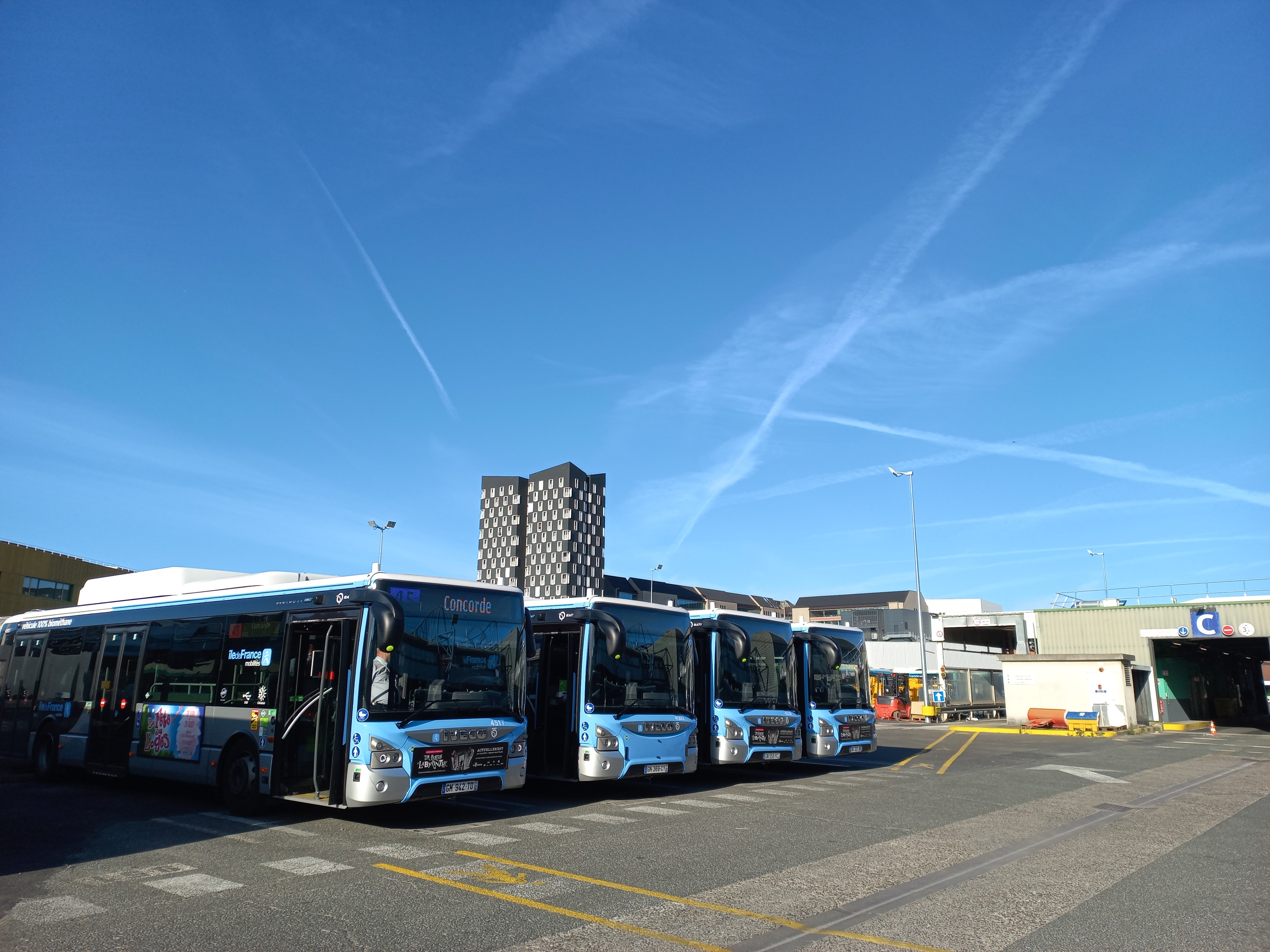
Centre bus d'Aubervilliers.

La liste des centres bus est présentée dans les tableaux ci-après.

### Aubervilliers
Le centre bus est ouvert depuis 1991, remplaçant celui du Hainaut.
Il est accessible depuis l'arrêt France - Asie des lignes 45 et 139.
| Adresse : 26 rue de la Haie-Coq, Aubervilliers. (48° 54′ 38″ N, 2° 22′ 21″ E) |                          |             |                |
| Ouverture : 1991 | Voitures affectées : 346 | Lignes : 12 | Matériels : 11 |
| Lignes remisées : - Lignes régulières : 31, 35, 38, 45, 54, 95, 139, 170, 252 et 302 ; - Lignes Noctilien : N43. - Lignes spéciales : RoissyBus (352) |                          |             |                |
| Matériels remisés : - Pour le service commercial : Urbanway 18 Hybride, Crossway Line GNV, Urbanway 12 GNV, Urbanway 18 GNV, Citelis 18, Citelis 12, Lion's City 12G Efficient Hybrid GNV et Lion's City 18G Efficient Hybrid GNV ; - Pour le nouvel espace de formation (NEF) : Citelis Line, Citelis 12, Urbanway 12 GNV et Crossway Pop GNV ; - Pour le recueil social : Citelis 12 et Urbanway 12. - Date de dernière mise à jour : 21 janvier 2025. |                          |             |                |

### Belliard
Le centre bus est ouvert depuis 1988, remplaçant celui de Malesherbes.
Il est accessible depuis la station Diane Arbus de la ligne de tramway T3b, ou la station Porte de Clignancourt desservie par la ligne 4 du métro.
| Adresse : 29 rue Belliard dans le 18e arrondissement de Paris. (48° 53′ 51″ N, 2° 20′ 55″ E) |                          |             |               |
| Ouverture : 1987 | Voitures affectées : 218 | Lignes : 13 | Matériels : 8 |
| Lignes remisées : - Lignes régulières : 26, 32, 40, 43, 60, 80, PC et 341 ; - Lignes Traverses : Batignolles-Bichat (518) et Ney-Flandre (519) ; - Lignes Noctilien : N01 (partagé avec Lagny et Quais de Seine - Lebrun), N02 (partagé avec Lagny et Croix-Nivert).N15(partagé avec Ivry), N51 |                          |             |               |
| Matériels remisés : - Pour le service commercial : GX137 ELEC, GX 437 Hybride, Lion's City, Lion's City Hybride, Lion's City G, Bluebus 22, Oréos 2X et Oréos 4X ; - Pour la gestion du matériel roulant (GMR) : Oréos 2X, Bluebus 22. - Date de dernière mise à jour : 16 janvier 2025.        |                          |             |               |

### Bords de Marne
Le centre bus des Bords de Marne se compose de deux sites : Neuilly-Plaisance et Frères Lumière.
Neuilly-Plaisance
Le centre bus portait originellement le nom de La Maltournée. Il est également le bureau de commandement de la ligne 421.
Il est accessible depuis l'arrêt Centre Bus des lignes 113, 203 et 214, ou la gare de Neuilly-Plaisance desservie par la ligne A du RER.
| Adresse : 32 boulevard Gallieni, Neuilly-Plaisance. (48° 51′ 12″ N, 2° 31′ 02″ E) |                          |             |               |
| Ouverture : 1900 | Voitures affectées : 211 | Lignes : 15 | Matériels : 4 |
| Lignes remisées : - Lignes régulières : 113 (partagé avec Frères Lumière), 114, 116, 118, 120, 124, 127, 203/214, 210, 221, 303, 320 et 520 ; - Lignes Noctilien : N11 (partagé avec Charlebourg et Saint-Maur) et N34. |                          |             |               |
| Matériels remisés : - Pour le service commercial : Citelis 12, Urbanway 12, Urbanway 12 Hybride et GX 127. - Date de dernière mise à jour : 26 avril 2025                                                               |                          |             |               |

#### Frères Lumière
Île-de-France Mobilités a engagé l'acquisition d'un bail au sein de la zone industrielle de Chanoux à Neuilly-sur-Marne, permettant de mettre à disposition de la RATP un nouveau centre-bus. L'objectif est d'accueillir de nouveaux véhicules articulés diesels mutés d'autres dépôt, tous destinés à soulager la ligne de bus 113. Le site d'une capacité de dix places, est rattaché au centre bus des Bords de Marne et entre en service le 8 janvier 2024.
| Adresse : 41-47 rue des Frères Lumière à Neuilly-sur-Marne. (48° 52′ 06″ N, 2° 31′ 28″ E)                       |                         |           |              |
| Ouverture : 8 janvier 2024                                                                                      | Voitures affectées : 10 | Ligne : 1 | Matériel : 1 |
| Lignes remisées : - Ligne régulière : 113 (partagé avec Bords de Marne).                                        |                         |           |              |
| Matériels remisés : - Pour le service commercial : Citelis 18. - Date de dernière mise à jour : 9 janvier 2024. |                         |           |              |

### Corentin
Ce nouveau centre est ouvert depuis novembre 2017. Il s’est appelé Jourdan jusqu’en juillet 2019.
Il est accessible depuis la station Porte d'Orléans sur la ligne 4 du métro.
| Adresse : 73 rue du Père-Corentin dans le 14e arrondissement de Paris. (48° 49′ 25″ N, 2° 19′ 39″ E) |                          |             |               |
| Ouverture : 1900 puis 2017 | Voitures affectées : 200 | Lignes : 11 | Matériels : 4 |
| Lignes remisées : - Lignes régulières : 21, 28, 59, 67, 88, 92, 94, 128 et 188 ; - Lignes Noctilien : N02 (partagé avec Belliard et Croix-Nivert), N14 (partagé avec Pleyel) et N21 (partagé avec Massy). |                          |             |               |
| Matériels remisés : - Pour le service commercial : Bluebus SE, GX 337 SE et Urbanway 12 Hybride. - Date de dernière mise à jour : 16 mars 2025.                                                           |                          |             |               |

### Créteil - Saint-Maur
Le centre bus de Créteil - Saint-Maur se compose de deux sites depuis leur fusion en 2004 : Créteil et Saint-Maur.

#### Créteil
Il est accessible depuis l'arrêt Pompadour des lignes Tvm et 393.
| Adresse : 6 avenue du Maréchal-Foch, Créteil. (48° 46′ 21″ N, 2° 26′ 28″ E) |                          |             |               |
| Ouverture : 1960 | Voitures affectées : 244 | Lignes : 15 | Matériels : 7 |
| Lignes remisées : - Lignes régulières : 24, 103, 104, 109, 117, 181, 208a/208b/208s, 217, 281, 308, 317 et 372. - Lignes spéciales : 393. - Lignes Noctilien : N32 et N35.                                                                                              |                          |             |               |
| Matériels remisés : - Pour le service commercial : GX 137 Biodiesel, GX 337 GNV, MAN Lion’s City 12 GNC, Lion's City 12G Efficient Hybrid, Solaris Urbino 18 GNC, Scania Citywide 18 LFA GNC, Solaris Urbino 12 Hydrogen. - Date de dernière mise à jour : 8 juin 2025. |                          |             |               |

#### Saint-Maur
Il est accessible depuis l'arrêt Maurice Berteaux des lignes 111, 112 & 306.
| Adresse : 4 boulevard Maurice-Berteaux, Saint-Maur-des-Fossés. (48° 48′ 40″ N, 2° 28′ 07″ E)                                                                         |                          |             |               |
| Ouverture : 1905 | Voitures affectées : 102 | Lignes : 11 | Matériels : 3 |
| Lignes remisées : - Lignes régulières : 101, 106, 107, 108/110, 111, 112, 201, et 306 ; - Lignes Noctilien : N11 (partagé avec Bords de Marne et Charlebourg) et N33 |                          |             |               |
| Matériels remisés : - Pour le service commercial : Citelis 12, GX 337 GNV, Urbanway 12 GNV - Date de dernière mise à jour : 29 avril 2025.                           |                          |             |               |

### Défense-Ouest
Le centre bus de Défense-Ouest se compose de deux sites depuis leur fusion en 2014 : Charlebourg et Nanterre.

#### Charlebourg
Il est accessible depuis la station Charlebourg de la ligne de tramway T2.
| Adresse : 41 boulevard National, La Garenne-Colombes. (48° 54′ 16″ N, 2° 14′ 19″ E) |                          |             |               |
| Ouverture : 1900 | Voitures affectées : 224 | Lignes : 18 | Matériels : 8 |
| Lignes remisées : - Lignes régulières : 73, 93, 144, 159, 163, 164, 165, 167, 176, 276, 278, 360, 366, 378, Autobus Suresnois (544), Buséolien 1/Buséolien 2 (541) et SUBB (571) (partagé avec Point-du-Jour). - Lignes Noctilien : N11 (partagé avec Bords de Marne et Saint-Maur) et N24. |                          |             |               |
| Matériels remisés : - Pour le service commercial : GX 127, GX 137, GX 337 Hybride, Citelis 12, Urbanway 12, Cytios 4/23, Cytios 4/34 et Bluebus 22 ; - Date de dernière mise à jour : 3 mars 2025.                                                                                          |                          |             |               |

#### Nanterre
Le site de Nanterre est également le bureau de commandement de la ligne 467.
Il est accessible depuis l'arrêt Nanterre - Boulevard de Seine de la ligne 157.
| Adresse : 31 rue Kléber, Nanterre. (48° 54′ 08″ N, 2° 11′ 23″ E) |                          |             |                |
| Ouverture : 30 décembre 1974 | Voitures affectées : 243 | Lignes : 19 | Matériels : 11 |
| Lignes remisées : - Lignes régulières : 141, 157, 158, 160, 241, 244, 258, 259, 263, 272, 275, 277, 304, 367, Ligne Bleue (559), 564 et 565 ; - Lignes Noctilien : N53.                                                                    |                          |             |                |
| Matériels remisés : - Pour le service commercial : GX 337 GNV, Citelis Line, Urbanway 12 GNV, Urbanway 12 Hybride, Urbanway 18 Hybride, Citywide LFA GNC, Cytios 3/23 et Cytios 4/23 ; - Date de dernière mise à jour : 10 Septembre 2024. |                          |             |                |

### Flandre
Il est accessible depuis l'arrêt Rechossière de la ligne 152.
| Adresse : 168 avenue Jean-Jaurès, Pantin. (48° 54′ 37″ N, 2° 23′ 59″ E) |                          |             |               |
| Ouverture : 1905 | Voitures affectées : 214 | Lignes : 13 | Matériels : 9 |
| Lignes remisées : - Lignes régulières : 61, 75, 133, 150, 151, 152, 173, 248, 249, 330 et 350 ; - Lignes Noctilien : N13 (partagé avec Malakoff) et N42.                                                                        |                          |             |               |
| Matériels remisés : - Pour le service commercial : Citaro Facelift, Citaro C2, Lion's City 12G Efficient Hybrid, Urbanway 12 GNV, Cytios 4/23, Citelis 12 et GX 337 Hybride. - Date de dernière mise à jour : 26 décembre 2024. |                          |             |               |

### Les Pavillons
Il est accessible depuis l'arrêt Les Pavillons-sous-Bois - Robert Schuman de la ligne 234.
| Adresse : 134 avenue de Rome, Les Pavillons-sous-Bois. (48° 55′ 03″ N, 2° 29′ 59″ E) |                          |             |               |
| Ouverture : 1972 | Voitures affectées : 233 | Lignes : 14 | Matériels : 9 |
| Lignes remisées : - Lignes régulières : 105, 143, 145 ,146, 147, 148, 234, 247, 251, 346, 351 et TUB (546) - Lignes Noctilien : N41 et N45. |                          |             |               |
| Matériels remisés : - Pour le service commercial : Urbanway 18, GX 437 Hybride,Urbanway 18 Hybride, Urbanway 18 GNV, Urbanway 12 GNV, Lion's City 12G Efficient Hybrid, GX 127, Citaro Facelift, Citaro C2. - À la gestion du matériel roulant (GMR) : - Date de dernière mise à jour : 3 mai 2025. |                          |             |               |

### Paris - Est
Le centre bus de Paris - Est se compose de deux sites depuis leur fusion en 2016 : Lagny et Les Lilas.

#### Lagny
Le site de Lagny a été détruit puis reconstruit, sa réouverture s'est effectuée en décembre 2015. Il est accessible depuis la station de métro Porte de Vincennes desservie par la ligne 1 du métro, la ligne de tramway T3a et la ligne de tramway T3b et à la station Maraîchers (à distance) par la ligne 9.
| Adresse : 67 rue de Lagny dans le 20e arrondissement de Paris. (48° 50′ 57″ N, 2° 24′ 25″ E) |                          |             |               |
| Ouverture : 4 décembre 1877 | Voitures affectées : 281 | Lignes : 15 | Matériels : 6 |
| Lignes remisées : - Lignes régulières : 20, 29, 46, 56, 64 , 69, 71, 77, 86 et 215 ; - Lignes Noctilien : N01 (partagé avec Belliard et Quais de Seine - Lebrun) et N16 (partagé avec Asnières) ; - Lignes Traverses : Charonne (501). |                          |             |               |
| Matériels remisés : - Pour le service commercial : Aptis, Citelis 12, Urbanway 12 Hybride, Bluebus SE et Bluebus 22 ; - Date de dernière mise à jour : 8 juillet 2022.                                                                 |                          |             |               |

#### Les Lilas
Le site des Lilas est accessible depuis l'arrêt Floréal de la ligne 318.
| Adresse : 25 rue Floréal, Les Lilas. (48° 52′ 43″ N, 2° 25′ 38″ E) |                          |             |               |
| Ouverture : 1900 | Voitures affectées : 255 | Lignes : 18 | Matériels : 7 |
| Lignes remisées : - Lignes régulières : 48, 76, 96, 102, 115, 121, 122, 129, 202, 245, 301, 318, 322, TillBus (515), et P'tit Bus (573) ; - Lignes Noctilien : N12 (partagé avec Point du Jour) et N23. |                          |             |               |
| Matériels remisés : - Pour le service commercial : GX 337 SE, Bluebus SE, Urbanway 12 Hybride et Cytios 4/23 ; - Date de dernière mise à jour : 10 avril 2025.                                          |                          |             |               |

### Paris - Sud-Ouest
Le centre bus de Paris - Sud-Ouest se compose de deux sites depuis leur fusion en 2016 : Point-du-Jour et Croix-Nivert.
Le site de Point-du-Jour est accessible depuis la station de métro Porte de Saint-Cloud et desservie par la ligne 9 du métro. Il est également le bureau de commandement des lignes 426, 459 et 471.

#### Croix-Nivert
| Adresse : 10 rue Charles-Lecocq, 15e arrondissement de Paris. (48° 50′ 27″ N, 2° 17′ 39″ E) |                          |            |               |
| Ouverture : 1900 | Voitures affectées : 282 | Lignes: 17 | Matériels : 6 |
| Lignes remisées : - Lignes régulières : 30, 39, 42, 49, 62, 70, 82, 86, 87, 92, 96, PC, 169, 171, 260, La Traverse Brancion-Commerce - Lignes Noctilien : N02 (partagé avec Corentin et Belliard).               |                          |            |               |
| Matériels remisés : - Pour le service commercial : Citelis 12, Citelis Line, Urbanway 12 Hybride, Heuliez GX337 Hybride, Heuliez GX337 Électrique, Agora S, Bleubus 22. - de dernière mise à jour : 9 mars 2025. |                          |            |               |

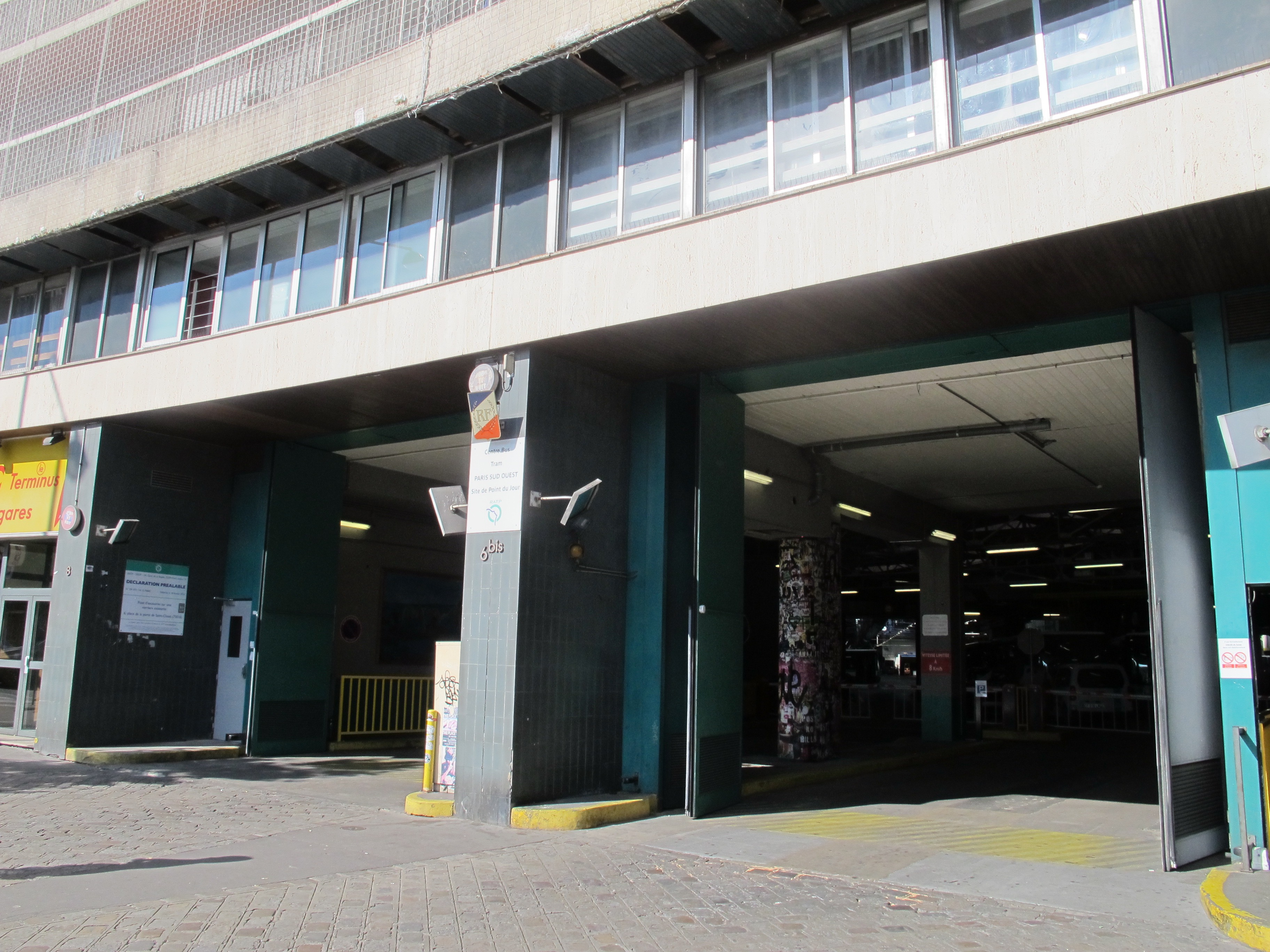
Dépôt de bus place de la Porte-de-Saint-Cloud.

#### Point-du-Jour
| Adresse : 6 bis place de la Porte-de-Saint-Cloud, 16e arrondissement de Paris. (48° 50′ 19″ N, 2° 15′ 29″ E)                                                                                     |                          |            |                |
| Ouverture : 1905 | Voitures affectées : 116 | Lignes : 9 | Matériels : 10 |
| Lignes remisées : - Lignes régulières : 22, 52, 72, 171, TIM (569) et SUBB (571) ; - Lignes Noctilien : N12 (partagé avec Les Lilas) et N61.                                                     |                          |            |                |
| Matériels remisés : - Pour le service commercial : Citaro K C2, Citelis 12, GX 127, GX 137, GX 337 Hybride, GX 337 E, Cytios 3/23 et Cytios 4/23 ; - Date de dernière mise à jour : 9 Mars 2025. |                          |            |                |

### Quais de Seine
Le centre bus de Quais de Seine se compose de deux sites depuis leur fusion en 2016 : Ivry et Lebrun.

#### Ivry
| Adresse : 36 rue Pierre et Marie Curie, Ivry-sur-Seine. (48° 48′ 51″ N, 2° 22′ 20″ E) |                          |             |                |
| Ouverture : 17 mars 1900 | Voitures affectées : 196 | Lignes : 10 | Matériels : 10 |
| Lignes remisées : - Lignes régulières : 27, 57, 62, 83, 91, 180 ; - Lignes Valouette : v4 (562), v5 (584) et v6 (593) ; - Lignes Noctilien : N15 (partagé avec Belliard ). |                          |             |                |
| Matériels remisés : - Pour le service commercial : Citelis 12, Citelis Line, Citelis 18, Urbanway 12 Hybride, Urbanway 18, Urbanway 18 Hybride, GX 127, OmniCity 12 m, GX 427 Hybride, GX 437 Hybride. - À la gestion du matériel roulant (GMR) : Citelis 18. - Date de dernière mise à jour : 3 mai 2025. |                          |             |                |

#### Lebrun
Le site Lebrun est accessible depuis la station de métro Les Gobelins et est également le bureau de commandement des lignes N122 et N153.
| Adresse : 29 rue Le Brun dans le 13e arrondissement de Paris. (48° 50′ 07″ N, 2° 21′ 15″ E)                                                                      |                         |            |               |
| Ouverture : 1900 | Voitures affectées : 65 | Lignes : 5 | Matériels : 2 |
| Lignes remisées : - Lignes régulières : 63, 84 et 87 ; - Lignes Traverses : Bièvre-Montsouris (513) ; - Lignes Noctilien : N01 (partagé avec Lagny et Belliard). |                         |            |               |
| Matériels remisés : - Pour le service commercial : GX 337 E et Bluebus 22. - Date de dernière mise à jour : 17 novembre 2023.                                    |                         |            |               |

### Rives-Nord
Le centre bus de Rives-Nord se compose de deux sites depuis leur fusion en 2013 : Asnières et Pleyel.

#### Asnières
| Adresse : 19, avenue Gabriel-Péri. Asnières-sur-Seine (48° 54′ 51″ N, 2° 17′ 45″ E) |                          |            |               |
| Ouverture : 1905 | Voitures affectées : 100 | Lignes : 9 | Matériels : 6 |
| Lignes remisées : - Lignes régulières : 140, 175, 235, 238, 340, Bus du Port (538) et RiverPlaza (577) ; - Lignes Noctilien : N16 (partagé avec Lagny) et N52.                                     |                          |            |               |
| Matériels remisés : - Pour le service commercial : Citelis 12,Véhixel Cytios 3/23/ GX 127, GX 137, Lion's City, Lion's City Hybride et Ligneo 23. - Date de dernière mise à jour : 7 juillet 2025. |                          |            |               |

#### Pleyel
L'accès au site de Pleyel s'effectue environ 300 m au sud-ouest de la station de métro Carrefour Pleyel (Ligne 13). Le site est également desservi par les lignes de bus 139 (Arrêt Carrefour Pleyel), 255 (Arrêt Docteur Finot) et 274 (Arrêt Renouillères en face du dépôt). C'est le deuxième site de centre bus de la ville de Saint-Denis, le premier étant le centre bus de Saint-Denis situé au nord de la ville. Les deux centres sont totalement indépendants. Le site gère aussi la ligne de tramway T8 qui relie en fourche Saint-Denis - Porte de Paris à Villetaneuse-Université et à Épinay-sur-Seine.
| Adresse : 36, rue des Renouillères, Saint-Denis. (48° 55′ 02″ N, 2° 20′ 28″ E) |                          |             |               |
| Ouverture : 1960 | Voitures affectées : 201 | Lignes : 13 | Matériels : 5 |
| Lignes remisées : - Lignes régulières : 66, 74, 85, 137, 138, 166, 174, 177, 178, 237, 274, L'Audonienne (537). - Lignes Noctilien : N14 (partagé avec Corentin et Saint-Denis.) ; |                          |             |               |
| Matériels remisés : - Pour le service commercial : Bluebus SE, GX 337 Hybride, GX 337 SE et Cytios 4/23. - Date de dernière mise à jour : 29 avril 2025.                           |                          |             |               |

### Saint-Denis - Gonesse
Le centre bus de Gonesse a été construit en 1965 au nord de la commune de Saint-Denis, dans le quartier dit du Barrage de Saint-Denis (actuelle Place du Général-Leclerc). Il a été nommé ainsi en raison de l'ancien emplacement du fort de la Double-Couronne qui était l'un des forts détachés de l'enceinte de Thiers pour protéger Paris. Il jouxte l'ancienne voie de communication, la Route de Gonesse. Le centre fut rebaptisé « Centre bus de Saint-Denis » en 1996, commune sur laquelle il est implanté sur un terrain délimité par l'avenue de Stalingrad, l'avenue Roger-Sémat et l'avenue Lénine. C’est par cette dernière artère que se font les entrées et les sorties des bus. Construit en 1965, il fait partie des centres modernes édifiés après guerre. Il remplace un ensemble situé à proximité de l'ancien dépôt de Gonesse de la STCRP, devenu après reconstruction, un bâtiment administratif abritant les services municipaux de la ville de Saint-Denis.
Pour mémoire, l'ancien dépôt avait connu l'âge d'or des tramways et, après disparition de ceux-ci, n'était plus équipé que de bus. Le centre bus de Saint-Denis a été le premier centre bus parisien à ne plus posséder de bus type SC10R. Le parc a été entièrement renouvelé par des véhicules standards de types Renault Agora neufs pour la coupe du monde de football en 1998. La majeure partie des lignes de ce secteur a été remodelée à cette occasion et quatre nouvelles lignes ont vu le jour.
Le centre est accessible par l'avenue Roger-Sémat et desservi par la ligne de bus 356 et la ligne de tramway T5, à l'arrêt Roger Sémat ou par la ligne 13 du métro de Paris, station Saint-Denis - Université à environ 300 mètres au nord-est du dépôt.
Le centre gère la ligne de tramway T5 qui relie Saint-Denis à Sarcelles via Pierrefitte-sur-Seine.
| Adresse : 39-41 avenue Lénine, Saint-Denis. (48° 56′ 45″ N, 2° 21′ 33″ E)                                                                                                  |                          |             |               |
| Ouverture : 1965 | Voitures affectées : 254 | Lignes : 21 | Matériels : 3 |
| Lignes remisées : - Lignes régulières : 153, 168, 239, 250, 253, 254, 255, 256, 261, 268, 269/370, 270, 337, 353, 356, 361 et 368/355 ; - Lignes Noctilien : N44.          |                          |             |               |
| Matériels remisés : - Pour le service commercial : GX 137, Lion's City - Pour les services spéciaux (SPX) : Crossway LE. - Date de dernière mise à jour : 28 juillet 2023. |                          |             |               |

### Seine-Rive Gauche
Le centre bus de Seine-Rive Gauche se compose de deux sites depuis leur fusion en 2014 : Fontenay et Malakoff.

#### Fontenay
Le site de Fontenay est accessible depuis l'arrêt Centre Bus des lignes 195 et 394 ainsi que par le tramway T6 depuis la station Division Leclerc.
| Adresse : 3 avenue de la Division-Leclerc, Fontenay-aux-Roses. (48° 47′ 44″ N, 2° 16′ 35″ E) |                          |             |               |
| Ouverture : 3 mars 1969 | Voitures affectées : 237 | Lignes : 19 | Matériels : 7 |
| Lignes remisées : - Lignes régulières : 162, 179, 189, 190, 191, 194, 195, 289, 290, 294, 389, 390, 391, 394 et 595 ; - Lignes Noctilien : : N13, N62, N63 et N66. |                          |             |               |
| Matériels remisés : - Pour le service commercial : GX 337 Hybride, Urbanway 12, Urbanway 12 Hybride, Urbanway 12 GNV, Citaro Facelift, Citaro C2, Lion's City 12G Efficient Hybrid, Cytios 3/23 et Cytios 4/23 ; - À la gestion du matériel roulant (GMR): Cytios 4/23. - Date de dernière mise à jour : 31 juillet 2022. |                          |             |               |

#### Malakoff
Le site de Malakoff est accessible depuis l'arrêt 12-Février-1934 des lignes de bus 194 et 388 ainsi que depuis l'arrêt Pierre Larousse - Carrefour du 8-Mai-1945 de la ligne de bus 126.
| Adresse : 120 avenue du 12-Février-1934, Malakoff. (48° 49′ 05″ N, 2° 18′ 26″ E) |                          |            |               |
| Ouverture : 1900 | Voitures affectées : 167 | Lignes : 9 | Matériels : 9 |
| Lignes remisées : - Lignes régulières : 58, 68, 89, 123, 126, 323, 388 et TUVIM (589) ; - Lignes Noctilien : N13 (partagé avec Flandre). |                          |            |               |
| Matériels remisés : - Pour le service commercial : Lion's City Hybride, GX 337 SE, ie bus 12, GX 337 Hybride, GX 127, Karsan Jest Electric et Oréos 4X ; - À la gestion du matériel roulant (GMR) : GX137 - Date de dernière mise à jour : 26 février 2023. |                          |            |               |

### Thiais
Le centre est accessible par la RN186 et depuis les arrêts Centre Bus de Thiais de la ligne 396 et Thiais - Carrefour de la Résistance des lignes Tvm et 393. Il est également le bureau de commandement des lignes 485, 486, 487, 488 et 492.
| Adresse : 12 rue du Bas Marin, Thiais. (48° 45′ 14″ N, 2° 23′ 13″ E) |                          |             |               |
| Ouverture : 1960 | Voitures affectées : 210 | Lignes : 16 | Matériels : 7 |
| Lignes remisées : - Lignes régulières : 183, 185, 187, 192, 285, 286, 292, 382, 385, 396 et La Navette - Thiais (587) ; - Lignes spéciales : Tvm ; - Lignes Valouette : v2 (583) et v7 (585) ; - Lignes Noctilien : N22 et N71. |                          |             |               |
| Matériels remisés : - Pour le service commercial : Citywide LFA GNC, GX 127, GX137, Lion's City GNV, Urbanway 12 GNV, Urbanway 18 GNV et Cytios 4/23. - Date de dernière mise à jour : 7 février 2023.                          |                          |             |               |

### Vitry
Le centre est accessible par le tramway T9 depuis
la station Germaine Tailleferre.
| Adresse : 149 bis boulevard de Stalingrad, Vitry-sur-Seine. (48° 48′ 12″ N, 2° 22′ 35″ E) |                          |             |               |
| Ouverture : 1er octobre 1997 | Voitures affectées : 190 | Lignes : 13 | Matériels : 6 |
| Lignes remisées : - Lignes régulières : 25, 47, 125, 131, 132, 172, 182, 184, 186, 193, 325 et 380 ; - Lignes Valouette : v3 (581) ; - Lignes Noctilien : N31.                                            |                          |             |               |
| Matériels remisés : - Pour le service commercial : GX 127, GX 137, Citelis 12, Urbanway 12, GX 337 ELEC, Citaro C2, GX137 ELEC et Urbino 8.9 électrique - Date de dernière mise à jour : 16 janvier 2025. |                          |             |               |

## Relais bus

### Bussy-Saint-Martin
Le relais bus de Bussy-Saint Martin, plus couramment appelé Bussy, est situé au sein de la zone d'activité industrielle de Torcy, sur la commune de Bussy-Saint-Martin. Le relais-bus de Bussy-Saint-Martin est le relais du centre bus des Bords de Marne.
Le relais bus a été converti au gaz naturel en décembre 2020, dans le cadre du plan "BUS 2025" mené conjointement par la RATP et Île-de-France Mobilités.
À partir du 1er novembre 2025, le relais bus de Bussy-Saint Martin qui avait fait l'objet d'un appel d'offres (DSP 9) sera cédé à Keolis.
La ligne 311 est créée le 3 avril 2023.
| Adresse : ZAI de Torcy, allée des Boules, Bussy-Saint-Martin. (48° 50′ 32″ N, 2° 39′ 32″ E)                                                                                                  |                          |             |               |
| Ouverture : octobre 2001 | Voitures affectées : 130 | Lignes : 12 | Matériels : 5 |
| Lignes remisées : - Lignes régulières : 206, 207, 209, 211/321, 212/312, 213, 220, 310 et 311.                                                                                               |                          |             |               |
| Matériels remisés : - Pour le service commercial : Lion’s City GNV, Lion's City 12G Efficient Hybrid GNV, Urbanway 12 GNV et Urbanway 18 GNV. - Date de dernière mise à jour : 26 avril 2025 |                          |             |               |

### Massy-Juvisy
Le centre bus de Massy-Juvisy se compose de deux sites depuis leur fusion en 2027 : Massy et Morangis.
À partir du 1er mars 2026, le relais bus de Massy-Juvisy qui avait fait l'objet d'un appel d'offres (DSP 36) sera cédé à RATP Cap.

#### Massy
Le relais bus de Massy est situé au sein de la zone d'activité commerciale du Pérou, sur la commune de Massy. Le relais-bus de Massy est le relais du centre bus de Corentin.
Le relais bus a été converti au gaz naturel en juillet 2020, dans le cadre du plan BUS 2025 mené conjointement par la RATP et Île-de-France Mobilités.
| Adresse : ZAC du Pérou, avenue du Maréchal-Leclerc, Massy. (48° 43′ 15″ N, 2° 17′ 54″ E)                                                                                                  |                          |             |               |
| Ouverture : 28 avril 2000 | Voitures affectées : 176 | Lignes : 12 | Matériels : 5 |
| Lignes remisées : - Lignes régulières : 119, 196, 197, 199, 216, 291, 297/299, 319, 395 et 399. - Lignes Noctilien : N21 (partagé avec Corentin).                                         |                          |             |               |
| Matériels remisés : - Pour le service commercial : Citaro Facelift, Citaro C2, Urbanway 12 GNV, Lion’s City GNV et Crossway Line GNV. - Date de dernière mise à jour : 30 septembre 2024. |                          |             |               |

#### Morangis
Le relais bus de Morangis est situé au sein de la zone d'activité commerciale du Pérou, sur la commune de Morangis.
Exploitant : Keolis Seine Val-de-Marne par la RATP et Île-de-France Mobilités.
| Adresse : 4 10 Rue Gustave Eiffel, 91420 Morangis, Morangis. (48° 42′ 01″ N, 2° 20′ 09″ E)                                                              |                         |            |               |
| Ouverture : 1er janvier 1962 | Voitures affectées : 64 | Lignes : 5 | Matériels : 4 |
| Lignes remisées : - Lignes régulières : 485, 486, 487, 488 et 492.                                                                                      |                         |            |               |
| Matériels remisés : - Pour le service commercial : GX 127 L, Citaro Facelift, Citaro C2 et Lion’s City M. - Date de dernière mise à jour : 6 juin 2025. |                         |            |               |

### Villiers-le-Bel
Le relais bus de Villiers-le-Bel est situé au sein de la zone d'activité commerciale du Pérou, sur la commune de Villiers-le-Bel.
Un nouveau centre bus RATP au biométhane va voir le jour à Villiers-le-Bel, à l’horizon 2025. Retrouvez ici toutes les infos sur le projet.
| Adresse : ?, Villiers-le-Bel. ( Coordonnées : format invalide)                                     |                          |            |               |
| Ouverture : 1er janvier 2026                                                                       | Voitures affectées : 110 | Lignes : 9 | Matériels : ? |
| Lignes remisées : - Lignes régulières : 168, 252, 268, 269, 270, RoissyBus (352), 368/355 et 370.  |                          |            |               |
| Matériels remisés : - Pour le service commercial : ? - Date de dernière mise à jour : 6 juin 2025. |                          |            |               |

## Conversion des centres bus à l’électrique et au biométhane
La commission européenne a débloqué une enveloppe de 23 millions d’euros afin de financer l’achat de bus électriques et la conversion des centres bus d'Île-de-France à l’électrique et au biométhane.
Perspective 2025 : 1 000 bus hybrides, 1 500 bus électriques, 2 200 bus au biométhane, 22 bus hydrogène.
| Biométhane      | Électrique     | Hybride        | Hydrogène |
| --------------- | -------------- | -------------- | --------- |
| –               | Asnières       | Asnières       | –         |
| Aubervilliers   | –              | Aubervilliers  | –         |
| –               | Belliard       | Belliard       | –         |
| Bussy           | –              | –              | –         |
| –               | Bords de Marne | Bords de Marne | –         |
| Créteil         | –              | –              | Créteil   |
| –               | Charlebourg    | Charlebourg    | –         |
| –               | Corentin       | Corentin       | –         |
| –               | Croix-Nivert   | Croix-Nivert   | –         |
| Flandre         | –              | Flandre        | –         |
| Fontenay        | –              | Fontenay       | Fontenay  |
| Ivry            | –              | Ivry           | –         |
| –               | Lagny          | Lagny          | –         |
| –               | Lebrun         | –              | –         |
| –               | Les Lilas      | Les Lilas      | –         |
| Les Pavillons   | –              | Les Pavillons  | –         |
| –               | Malakoff       | Malakoff       | –         |
| Massy           | –              | –              | –         |
| –               | Morangis       | –              | –         |
| Nanterre        | –              | Nanterre       | –         |
| –               | Pleyel         | Pleyel         | –         |
| –               | Point-du-Jour  | Point-du-Jour  | –         |
| Saint-Denis     | –              | –              | –         |
| Saint-Maur      | –              | –              | –         |
| Thiais          | –              | –              | –         |
| Villiers-Le-Bel | -              | –              | –         |
| –               | Vitry          | –              | –         |

## Centres particuliers

### Championnet
Championnet est l'atelier central chargé de la maintenance lourde et des remises à niveau techniques. Situé au 34 rue Championnet dans le 18e arrondissement de Paris, il assure aussi l’intégration sur les autobus des équipements électroniques nécessaires à la régulation en ligne et à l’information des voyageurs. C'est lui qui attribue aux nouveaux véhicules un numéro interne à la RATP dit « numéro de coquille
».
Vue satellite de l'atelier : 48° 53′ 45″ N, 2° 20′ 59″ E.
Depuis le 1er avril 2023, l'atelier n'est plus rattaché à l'établissement public à caractère industriel et commercial (EPIC) mais à l'entreprise RATP Cap Ateliers Championnet, filiale de RATP Cap Île-de-France. Si dans un premier temps la RATP reste son client principal, la situation évoluera avec l'ouverture à la concurrence des transports franciliens.
À la suite de ce changement, le centre de dépannage (anciennement situé à Bastille au 16 rue Crillon dans le 4e arrondissement de
Paris), a déménagé à Championnet, passant également de l'EPIC à Cap Ile de France.